# Bailleul (Orne)
Bailleul [bajœl] ist eine französische Gemeinde mit 608 Einwohnern (Stand: 1. Januar 2022) im Département Orne in der Region Normandie (vor 2016 Basse-Normandie). Sie gehört zum Arrondissement Argentan und ist Mitglied im Gemeindeverband Terres d’Argentan Interco. Die Einwohner werden Bailleulais und Bailleulaises genannt.

## Geografie

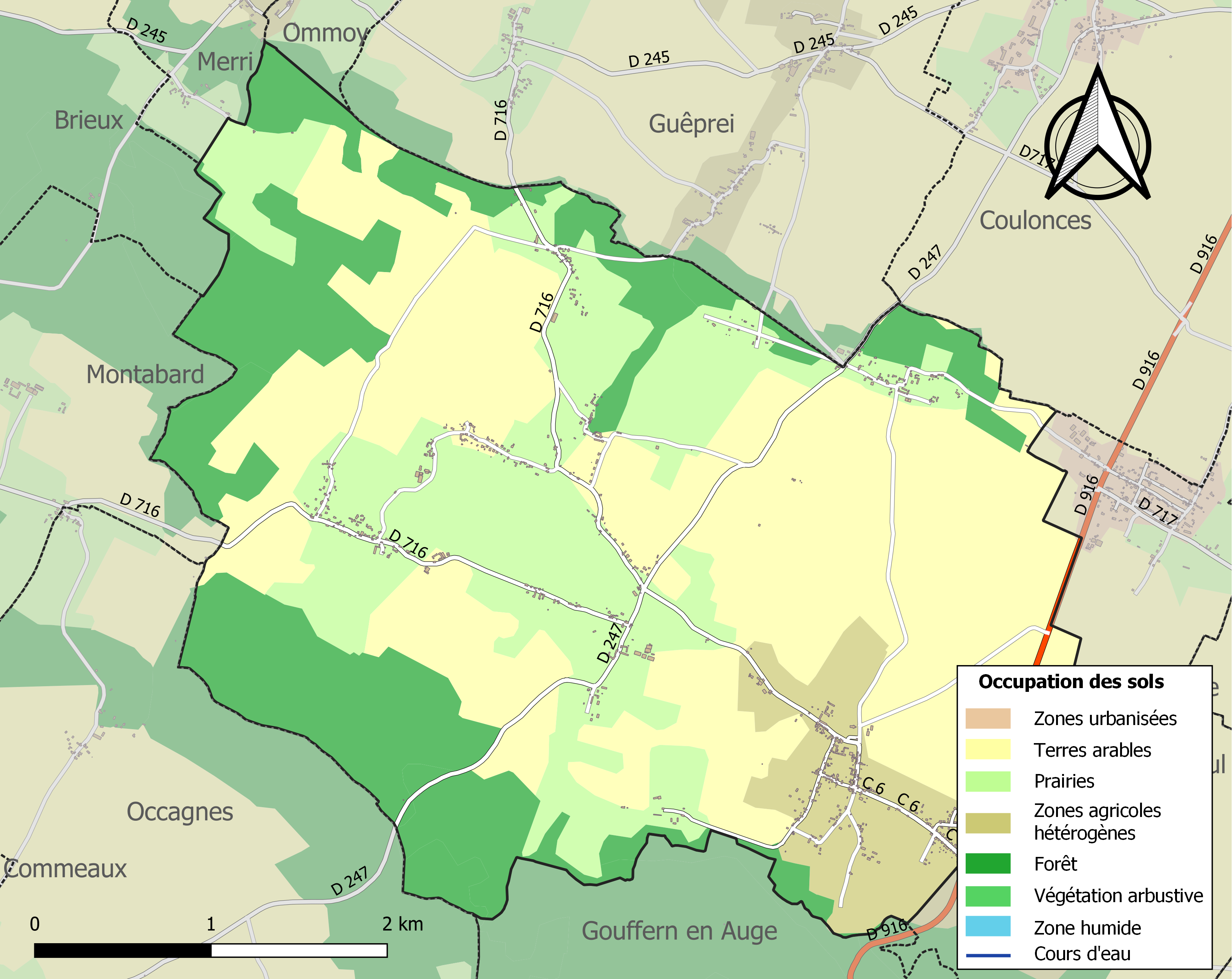
Bodennutzung und Infrastruktur der Gemeinde (2018)

Bailleul liegt etwa sieben Kilometer nördlich von Argentan und etwa 43 Kilometer nordnordwestlich von Alençon in der Région naturelle Pays d’Auge. Der Meillon, ein Nebenfluss der Dives durchquert das Gemeindegebiet von Südwest nach Nord. Das Zentrum von Bailleul im Ortsteil la Croix liegt auf einer Höhe von etwa 170 m. Das Relief des Gebiets fällt im Norden an der Stelle, an der der Meillon das Gebiet der Gemeinde verlässt, auf 125 m ab und steigt im Süden in der Breite über 200 m an.
Teile des Gebiets von Bailleul gehören zu den ZNIEFF-Naturzonen „Forêts de Petite et Grande Gouffern“ (250008495) und „Le Vaudobin“ (250010766). Rund 77 % der Fläche der Gemeinde werden landwirtschaftlich genutzt, rund 23 % sind bewaldet, insbesondere an der südlichen, westlichen und nördlichen Gemeindegrenze (Stand: 2018).
Umgeben wird Bailleul von den Nachbargemeinden Ommoy im Norden und Nordwesten, Guêprei im Norden, Coulonces im Nordosten, Villedieu-lès-Bailleul im Osten, Gouffern en Auge mit Silly-en-Gouffern im Süden und Südosten, Occagnes im Süden und Südwesten, Montabard im Westen sowie Brieux und Merri im Nordwesten.

## Bevölkerungsentwicklung
| Bailleul: Einwohnerzahlen von 1793 bis 2020                                                                                | Bailleul: Einwohnerzahlen von 1793 bis 2020 | Bailleul: Einwohnerzahlen von 1793 bis 2020 | Bailleul: Einwohnerzahlen von 1793 bis 2020 | Bailleul: Einwohnerzahlen von 1793 bis 2020 |
| --- | ------------------------------------------- | ------------------------------------------- | ------------------------------------------- | ------------------------------------------- |
| Jahr |                                             |                                             |                                             | Einwohner                                   |
| 1793 | 1793                                        |                                             | 889                                         | 889                                         |
| 1800 | 1800                                        |                                             | 946                                         | 946                                         |
| 1806 | 1806                                        |                                             | 965                                         | 965                                         |
| 1821 | 1821                                        |                                             | 925                                         | 925                                         |
| 1836 | 1836                                        |                                             | 959                                         | 959                                         |
| 1841 | 1841                                        |                                             | 980                                         | 980                                         |
| 1846 | 1846                                        |                                             | 918                                         | 918                                         |
| 1851 | 1851                                        |                                             | 869                                         | 869                                         |
| 1856 | 1856                                        |                                             | 817                                         | 817                                         |
| 1861 | 1861                                        |                                             | 774                                         | 774                                         |
| 1866 | 1866                                        |                                             | 784                                         | 784                                         |
| 1872 | 1872                                        |                                             | 755                                         | 755                                         |
| 1876 | 1876                                        |                                             | 751                                         | 751                                         |
| 1881 | 1881                                        |                                             | 742                                         | 742                                         |
| 1886 | 1886                                        |                                             | 717                                         | 717                                         |
| 1891 | 1891                                        |                                             | 658                                         | 658                                         |
| 1896 | 1896                                        |                                             | 559                                         | 559                                         |
| 1901 | 1901                                        |                                             | 547                                         | 547                                         |
| 1906 | 1906                                        |                                             | 547                                         | 547                                         |
| 1911 | 1911                                        |                                             | 520                                         | 520                                         |
| 1921 | 1921                                        |                                             | 504                                         | 504                                         |
| 1926 | 1926                                        |                                             | 434                                         | 434                                         |
| 1931 | 1931                                        |                                             | 410                                         | 410                                         |
| 1936 | 1936                                        |                                             | 400                                         | 400                                         |
| 1946 | 1946                                        |                                             | 450                                         | 450                                         |
| 1954 | 1954                                        |                                             | 448                                         | 448                                         |
| 1962 | 1962                                        |                                             | 425                                         | 425                                         |
| 1968 | 1968                                        |                                             | 430                                         | 430                                         |
| 1975 | 1975                                        |                                             | 523                                         | 523                                         |
| 1982 | 1982                                        |                                             | 518                                         | 518                                         |
| 1990 | 1990                                        |                                             | 558                                         | 558                                         |
| 1999 | 1999                                        |                                             | 603                                         | 603                                         |
| 2006 | 2006                                        |                                             | 617                                         | 617                                         |
| 2013 | 2013                                        |                                             | 617                                         | 617                                         |
| 2020 | 2020                                        |                                             | 612                                         | 612                                         |
| Quelle(n): EHESS/Cassini bis 1999, INSEE ab 2006 Anmerkung(en): Ab 1962 offizielle Zahlen ohne Einwohner mit Zweitwohnsitz |                                             |                                             |                                             |                                             |

## Sehenswürdigkeiten
- Kirche Saint-Martin, im 16. Jahrhundert neu gebaut. Sie birgt zahlreiche Ausstattungsgegenstände, die in der Base Palissy gelistet sind.
- Reste einer Turmhügelburg aus dem 11. Jahrhundert, seit 1989 als Monument historique eingeschrieben
- Reste des Schlosses Moncel aus dem 18. Jahrhundert, gegen 1950 abgerissen, seit 1989 als Monument historique eingeschrieben
- Herrenhaus Le Londel aus dem 17. Jahrhundert

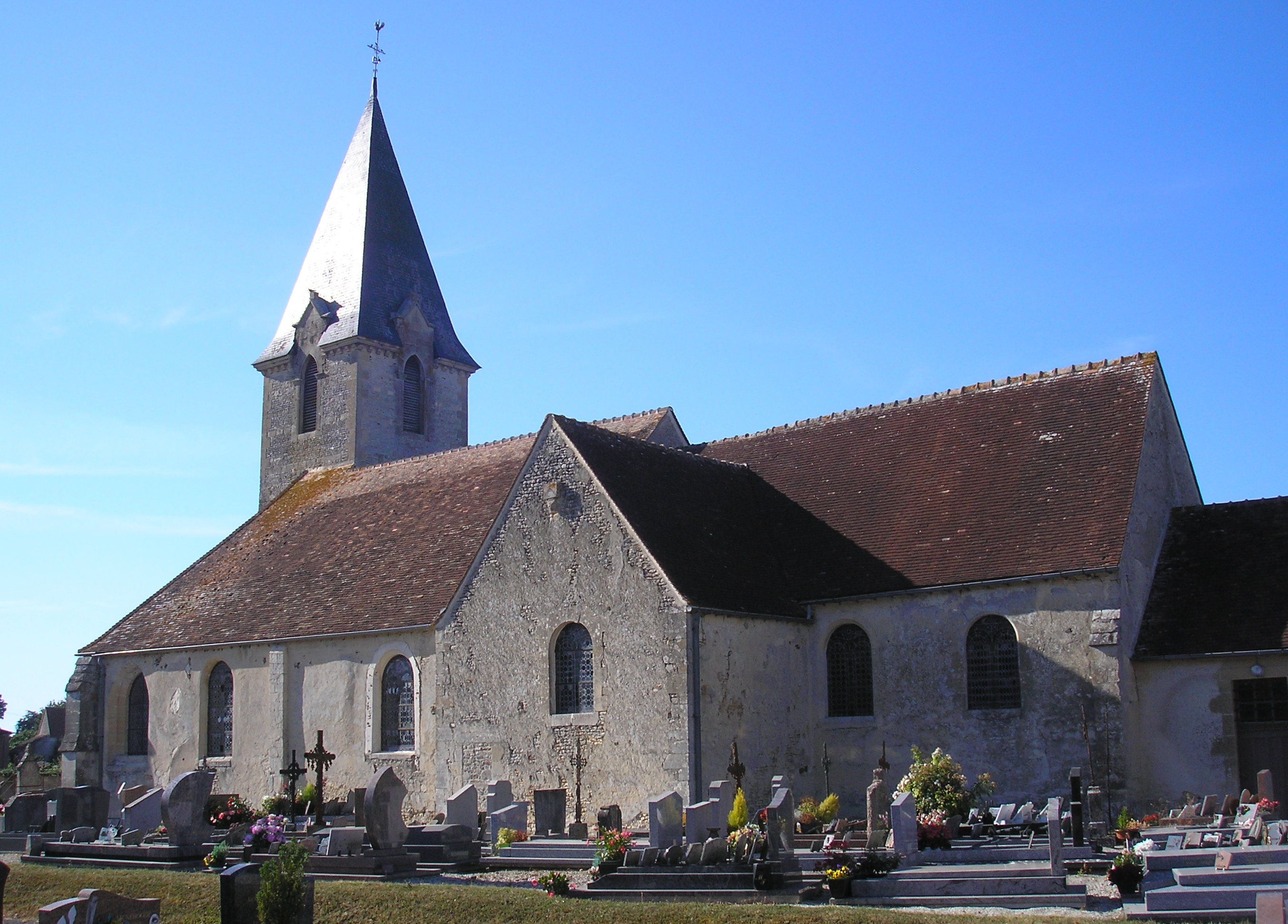
Kirche Saint-Martin
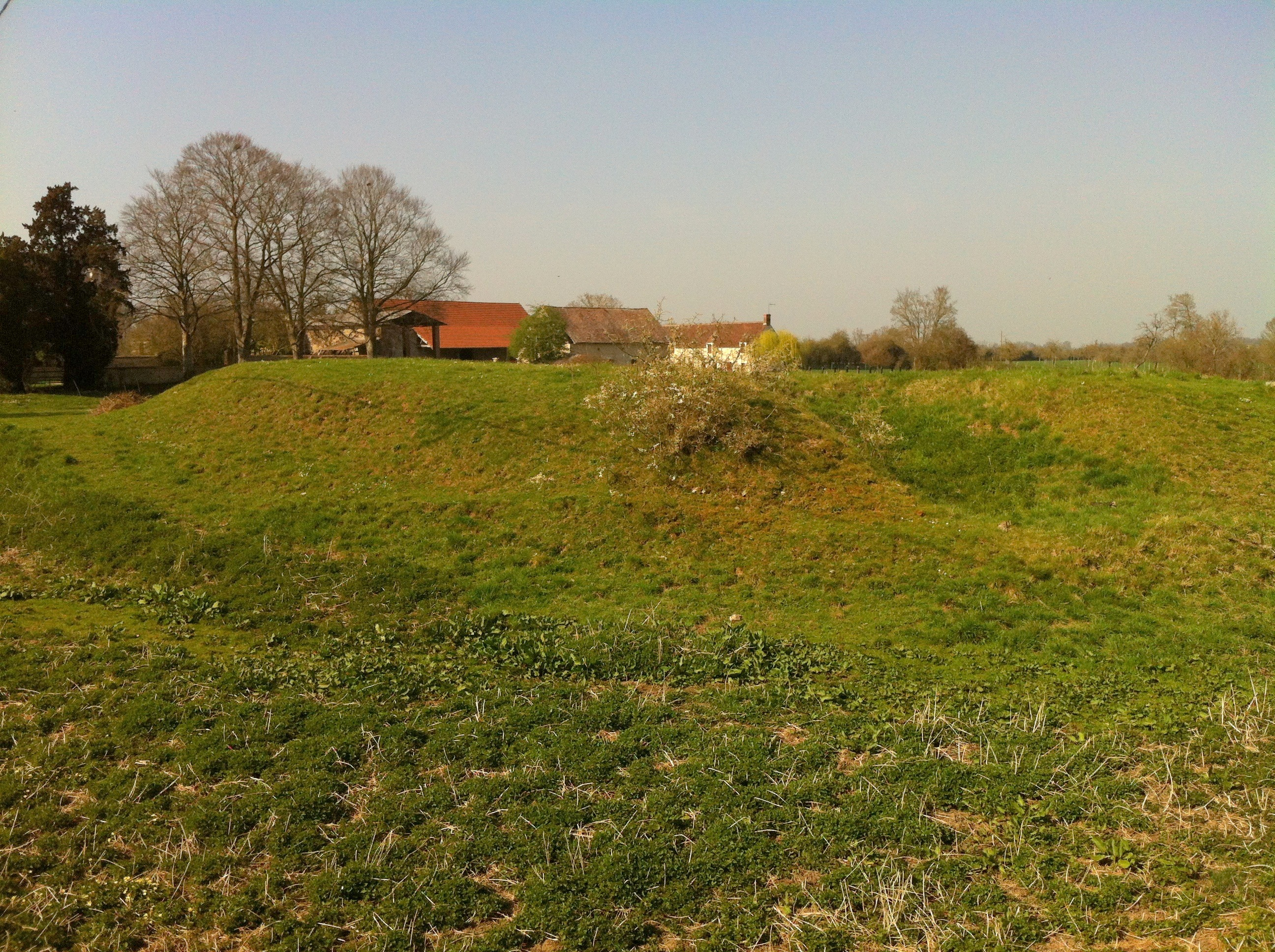
Reste der Turmhügelburg

## Verkehr
Die Departementsstraße D 916, die ehemalige Nationalstraße N 816 von Vimoutiers nach Couterne, verläuft entlang der östlichen Gemeindegrenze. Die nachgeordneten Departementsstraßen D 216, D 247, D 716 sowie lokale Landstraßen verbinden das Zentrum mit den Weilern der Gemeinde und den Nachbargemeinden. Busse einer Linie der Transportgesellschaft Nomad der Region Normandie verbinden Bailleul mit Vimoutiers und Argentan.

## Persönlichkeiten
- Edmond Lebœuf (1809–1888), Marschall von Frankreich und Kriegsminister (1869/1870), gestorben in Bailleul